# Rosine Dagniho
Rosine Dagniho est une femme politique béninoise et plusieurs fois députée à l'Assemblée nationale du Bénin.

## Biographie
Rosine Dagniho est une femme politique du Béninet élue députée à l'Assemblée nationale lors des élections législatives de 2019  pour le compte de la 18ème circonscription électorale. Elle est élue sous la bannière des Bloc Républicain. Elle est la secrétaire générale chargée des relations extérieures de ce parti.